# Kall som is
"Kall som is", skriven av Anders Glenmark och Ingela 'Pling' Forsman, var bidraget som Karin och Anders Glenmark framförde i den svenska Melodifestivalen 1984. Kall som is kom där på fjärde plats, men blev en stor hit.
Sången spelades även in av Herreys och släpptes på singel senare under 1984, där den som bäst nådde 18:e plats på den svenska singellistan.

## Listplaceringar

### Herreys
| Lista (1984) | Position |
| ------------ | -------- |
| Sverige      | 18       |